# Sandra St. Victor
Sandra St. Victor (Dallas, 28 mei 1963) is een Amerikaans zangeres, arrangeur, platenproducer en pianiste. Ze is het meest bekend als soul- en R&B-zangeres van de groep The Family Stand.

## Het begin
St. Victor zong tijdens haar jeugdjaren in de kerk. Toen ze een jaar of acht was kreeg ze een lp met allerlei jazz- en dansliedjes. Door deze muziek wilde ze graag naar de Arts Magnet High School. Daar werd ze geconfronteerd met verschillende muziekstijlen zoals jazz, klassiek, opera en operette. Nadat ze de school succesvol had gevolgd kreeg ze een studiebeurs voor de Universiteit van Kansas, waar ze opera ging studeren. Haar doel was om een bekende zwarte mezzosopraan te worden. Later stelde ze dit doel bij, omdat ze naar eigen zeggen als mezzosopraan geen liedjes zou kunnen schrijven.
Nadat St. Victor geslaagd was voor de universiteit zong ze in Laissez-Faire, een lokale jazzband van Dallas. Deze viermansband coverde vooral R&B-nummers uit de Amerikaanse Top 40. Ze leerde Roy Ayers tijdens een concert kennen en hij nodigde St. Victor uit om naar New York te komen. Ayers was een vibrafonist met een eigen band die vooral jazz en funk speelde. Ze ging met de band door de Verenigde Staten, Europa en Afrika toeren. Tijdens deze toer nodigde Chaka Khan haar uit om als achtergrondzangeres te werken voor Khan. Tevens mocht St. Victor de andere achtergrondzangeressen uitzoeken. Dat werden Lisa Fisher en Brenda White King en later Norma Jean Wright en Cindy Mizelle.

## The Family Stand
In 1986 werd St. Victor studio-zangeres en werkte onder anderen met Kashif, Nile Rodgers en Smokey Robinson. Doordat Lisa Fisher niet kon toeren met Peter Lord en Jeff Smith vanwege een andere toer stelde ze St. Victor aan hun voor. De samenwerking verliep zo goed dat The Family Stand geen duo meer was, maar een trio. Het werden succesvolle jaren eind tachtig en begin negentig. Op een gegeven moment had de groep over de hele wereld getoerd en de grootste successen gekend met het nummer “Ghetto Heaven” en kwamen ze Paula Abdul tegen. Abdul vroeg het trio om haar album “Spellbound” te produceren. Dat album werd een groot succes en ook John Hall vroeg het trio om zijn solo-album te produceren.

## Solo
In 1993 ging het trio uit elkaar zonder ruzie: de koek was op. Lord en Smith gingen door als producers en St. Victor tekende gelijk een contract als solozangeres bij Elektra Records. Het was de bedoeling dat haar eerste soloalbum eind 1993 uit zou komen, maar die werd uiteindelijk niet uitgebracht. In 1994 tekende ze bij Warner Bross. Records. De platenmaatschappij waarmee ze veel heeft gedaan: een duet met Curtis Mayfield (“I Believe In You”), maar ook TAFKAP oftewel Prince nam “Soul Sanctuary" op, een lied geschreven door St. Victor. Ze mocht in 1996 “Mack Diva Saves the World”, haar eerste soloalbum, uitbrengen. De single “Rise” werd een grote hit.
Toen ze naar Europa verhuisde, richtte ze de gelegenheidsband Daughters of Soul op. Hiermee toerde ze een aantal jaren door Europa. De geruchten gingen dat er een cd zou worden uitgebracht door de band, maar dit is niet doorgegaan.

## Diversen
- St. Victor heeft voor de film Shrek uit 2001 het nummer “Like Wow” geschreven.
- Voor de film “A Thin Line Between Love & Hate" uit 1996 heeft ze het nummer “Come Over” geschreven en gezongen.
- Het liedje “Lady” dat St. Victor samen geschreven heeft met Tom Hammer en gezongen is door The Temptations was in 2003 genomineerd voor een Grammy Award.
- St. Victor heeft drie liedjes geschreven voor Lalah Hathaway's solo-cd “Selfportrait”, waarvan “That was Then” in 2009 genomineerd werd voor een Grammy Award.

St.Victor woont met haar Nederlandse man en 2 dochters in Arnhem.
- Bibliothèque nationale de France: cb14027680z (data)
- Gemeinsame Normdatei: 135017645
- International Standard Name Identifier: 0000 0000 5515 856X
- MusicBrainz: a4ada136-370d-4801-99df-626e061a78c0
- Système universitaire de documentation: 078617510
- Virtual International Authority File: 55149106217568491688